# Canton de Montauban-5
Le canton de Montauban-5 est un ancien canton français du département de Tarn-et-Garonne et de la région Midi-Pyrénées.

## Communes
Le canton de Montauban-5 était formé d'une partie de Montauban

## Administration
| Période | Période | Identité      | Étiquette | Qualité |
| ------- | ------- | ------------- | --------- | --- |
| 1992    | 1994    | José Poujet   | RPR       | Expert judiciaire à Montauban |
| 1994    | 2015    | José Gonzalez | PRG       | Retraité Caisse Primaire d'Assurance Maladie de Tarn-et-Garonne Ancien maire-adjoint de Montauban Elu en 2015 dans le Canton de Montauban-2 |

## Démographie
| 1999  | 2006   | 2011   | 2012   |
| ----- | ------ | ------ | ------ |
| 8 954 | 10 051 | 10 909 | 10 536 |